# Malleola kinabaluensis
Malleola kinabaluensis är en orkidéart som beskrevs av Oakes Ames och Charles Schweinfurth. Malleola kinabaluensis ingår i släktet Malleola och familjen orkidéer. Inga underarter finns listade i Catalogue of Life.